# Sandi Šmerc
Sandi Šmerc, slovenski kolesar, * 26. oktober 1969.
Šmerc je nekdanji kolesar, ki je tekmoval za ekipi KK Merx Celje in Sava Kranj. Leta 1991 je postal prvi slovenski državni prvak v cestni dirki, leta 1997 je osvojil še drugo mesto, leta 1998 pa tretje. Leta 1999 je dosegel 9. mesto v skupnem seštevku Dirke po Sloveniji.